# Зик (Гольштейн)
Зик (нем. Siek) — община в Германии, в земле Шлезвиг-Гольштейн.
Входит в состав района Штормарн. Подчиняется управлению Зик. Население составляет 2063 человека (на 31 декабря 2010 года). Занимает площадь 12,47 км².